# څ
Tse ou se ‹ څ › est une lettre additionnelle de l’alphabet arabe utilisée dans l’écriture de l’ormuri et du pachto.

## Utilisation
Au XIXe siècle, ‹ څ › est utilisé dans l’elifba albanais, notamment par Daut Boriçi dans son abécédaire de 1869,.
Dans l’écriture du pachto, ‹ څ › représente une consonne affriquée alvéolaire sourde [ts] ou une consonne fricative alvéolaire sourde [s].

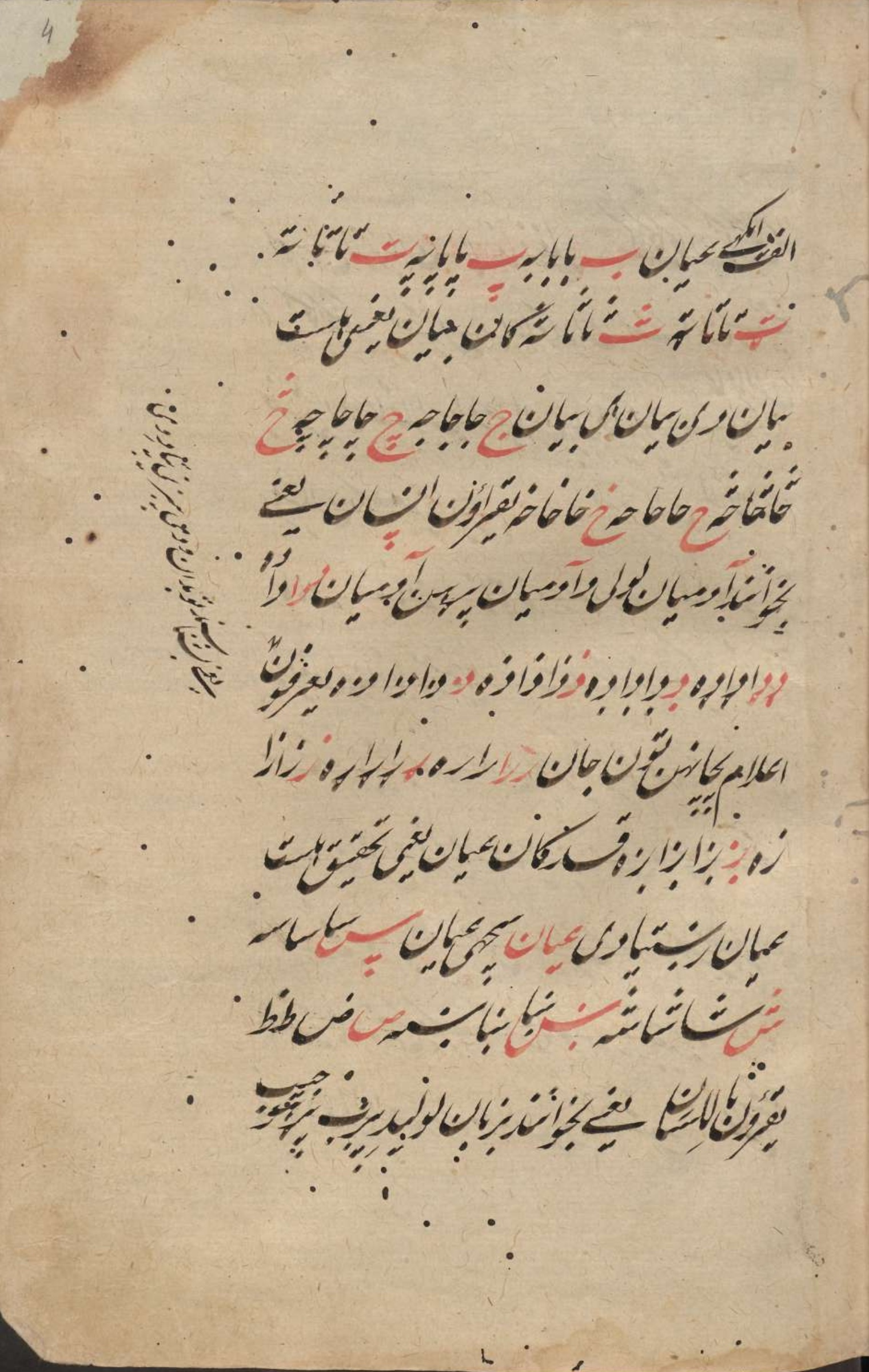
Folio de Ḫair al-Bayān de 1651 introduisant la lettre en pachto.

En 1913, Arendorff indique que ‹ څ › est utilisée dans certains manuscrits peuls pour représenter une consonne occlusive injective alvéolaire palatalisé [ɗʲ].